# 윤재군
윤재군(尹在君, 1959년 3월 6일~)은 대한민국의 제7대 경기도 하남시의장이었다. 경기도 하남에서 출생하였다.

## 학력
- 동부국민학교 35회 졸업
- 남한중학교 15회 졸업
- 남한고등학교 14회 졸업
- 광운대학교 대학원 행정학 석사

## 경력
- 세진산업개발 부사장
- 2007 이명박 대통령 예비후보 정책특보
- 하남시 생활체육회 회장
- 하남시 지하철 추진위원회 부위원장
- 법무부 범죄예방위원
- ㈜세진산업개발 부사장
- 민주평화통일자문회의 간사
- 2016.07 ~ 2017.03 제7대 경기도 하남시의회 후반기 의장
- 2017.03 경기도 하남시장 후보

## 수상
- 2014 광운대학교 총장상
- 2014 대통령 표창
- 2016 글로벌자랑스러운인물대상 지방의회의정부문
- 2016 국제평화언론대상 지방자치의정발전부문
- 2017 코리아베스트 의정대상

## 역대 선거 결과
|  | 37.03% |

|  | 62.52% |

|  | 31.56% |

|  | 24.12% |

|  | 28.18% |

## 참고 자료
- 윤재군 - 페이스북